# Amastus medica
Amastus medica là một loài bướm đêm thuộc phân họ Arctiinae, họ Erebidae.